# Cerdaña

Localización de la Alta y la Baja Cerdaña

La Cerdaña (en catalán Cerdanya, en francés Cerdagne, en latín Ceritania) es un territorio de la Cataluña histórica que, como consecuencia del Tratado de los Pirineos de 1659 entre el Reino de España y el Reino de Francia, por el cual España cedió a Francia 33 pueblos de la parte norte ceretana, quedó dividido en dos: la comarca de la Alta Cerdaña, que forma parte de los Pirineos Orientales, es decir, de los territorios administrados por Francia, y la Baja Cerdaña, que forma parte de España, dentro de la comunidad autónoma de Cataluña. La comarca limita con Andorra, el Ariège, el Capcir (parte de la Cerdaña cuando se dividió), el Conflent, el Ripollés, el Bergadá y el Alto Urgel y orográficamente comprende desde el puerto de la Percha hasta el desfiladero de Martinet. Se cedieron todos los pueblos de la Alta Cerdaña menos la población de Llivia a causa de que tiene el título de villa; por esta razón, Llivia es un enclave de España en Francia. Posteriormente, en el 1833, la parte bajo administración española se fraccionó entre las provincias de Lérida y Gerona.
El valle que conforma la Cerdaña es un hundimiento tectónico situado al este de la cordillera de los Pirineos. Con una superficie de 1086,07 km², esta región natural se divide entre España (50,3 %) y Francia (49,7 %). Las montañas que lo delimitan tienen entre los dos mil y los casi tres mil metros de altura (Carlit, 2921 m; Puigmal, 2909 m). Riegan la región el Segre y sus afluentes. Es de los pocos valles pirenaicos que transcurre de este a oeste y no de norte a sur o de sur a norte, como es habitual; esto hace que la insolación en la Alta Cerdaña sea de las más altas de Europa y se haya aprovechado en el horno solar de Font-Romeu.
En 2001 los habitantes de la Cerdaña ("cerdanos" o "ceretanos") eran 26 500, de los cuales el 53,4 % eran españoles y el 46,6 %, franceses. Su densidad es escasa, de 24 habitantes por km². El mayor número de habitantes se halla en la conglomerado transfronterizo de Puigcerdá-Bourg-Madame, con 10 900 habitantes en 2001.

## Clima
El clima es mediterráneo de tipo prepirenaico occidental en la plana ceretana y pirenaico occidental en el área del Puigpedros.  
El clima de la Cerdaña es diferente respecto a los Pirineos porque tiene más horas de sol de Europa.
La precipitación media anual queda muy condicionada por la altura, con valores comprendidos entre los 700 mm en la llanura y hasta los casi 1.000 mm en los picos más altos, con máximos en verano y mínimos en invierno. Los inviernos son muy fríos, entre 2 °C y -3 °C de media y con una marcada inversión térmica. Los veranos son suaves, entre 14 °C y 18 °C, con una elevada amplitud térmica tanto anual como diaria. Todo el año pueden registrarse heladas.

## Geografía

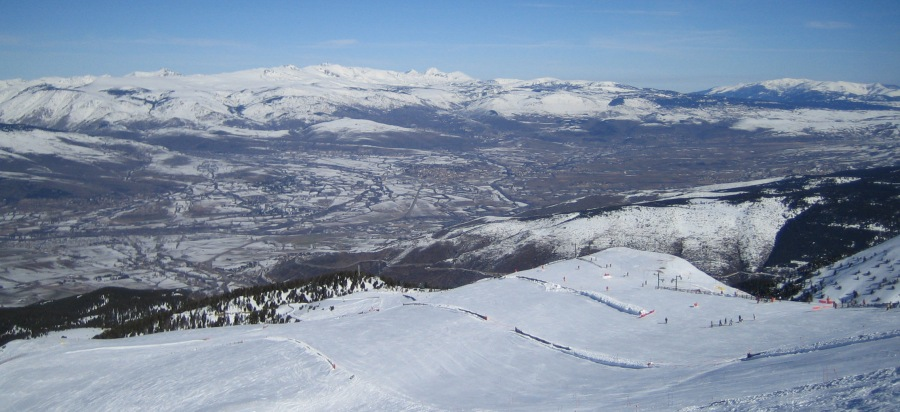
La llanura ceretana vista desde la Tosa d'Alp.

Los municipios que forman la Cerdaña son (entre paréntesis, nombre en catalán):
en España
- Alp
- Bellver de Cerdaña (Bellver de Cerdanya)
- Bolvir
- Das
- Fontanals de Cerdaña (Fontanals de Cerdanya)
- Ger
- Guils de Cerdaña (Guils de Cerdanya)
- Isóbol (Isòvol)
- Lles
- Llivia (Llívia)
- Maranges (Meranges)
- Montellá Martinet (Montellà i Martinet)
- Prats y Sampsor (Prats i Sansor)
- Prulláns (Prullans)
- Puigcerdá (Puigcerdà)
- Riu (Riu de Cerdanya)
- Urús

en Francia
- Angoustrine-Villeneuve-des-Escaldes (Angostrina i Vilanova de les Escaldes)
- Bolquère (Bolquera)
- Bourg-Madame (la Guingueta d'Ix)
- La Cabanasse (La Cabanassa)
- Dorres
- Égat (Èguet)
- Eyne (Eina)
- Enveitg (Enveig)
- Err (Er)
- Estavar
- Font-Romeu-Odeillo-Via (Font-romeu, Odelló i Vià)
- Llo
- Mont-Louis (Montlluís)
- Nahuja (Naüja)
- Osséja (Oceja)
- Palau-de-Cerdagne (Palau de Cerdanya)
- Planès
- Porta
- Porté-Puymorens (Portè / Portè i Pimorent)
- Saillagouse (Sallagosa)
- Saint-Pierre-dels-Forcats (Sant Pere dels Forcats)
- Sainte-Léocadie (Santa Llocaia)
- Targasonne (Targasona)
- Latour-de-Carol (la Tor de Querol)
- Ur
- Valcebollère (Vallcebollera)

## Deportes
La práctica de los deportes de nieve se inició en La Molina en 1910.
El excursionismo, la escalada, el alpinismo, el ciclismo de montaña y el vuelo deportivo tienen en la Cerdaña una orografía adecuada para su práctica.
En 1956, Puigcerdá inició, con la fundación del Club Hielo Puigcerdà, la práctica del hockey hielo en un núcleo urbano a nivel estatal.
A partir del año 2000 se celebra la Cerdanya Cup, que se ha convertido en el torneo de fútbol aficionado más prestigioso de Cerdaña. Creó este torneo Manuel Romero con el objetivo de captar a las mejores promesas de Cataluña.

### Torneo de fútbol
Copa Cerdaña (en inglés Cerdanya Cup): Torneo de verano de fútbol 11 disputado en La Cerdaña, a 150 km de Barcelona. Participan las categorías prebenjamín, benjamín, alevín, infantil, cadete y juvenil. Resultados Edición 2018

### Campos de golf
- Bolvir: Real Club de Golf de la Cerdaña.
- Puigcerdá: Golf San Marcos.
- Soriguerola (Alp): Golf Fontanals.

### Estaciones de esquí
Dos estaciones de esquí alpino (Masella y La Molina) y cuatro de esquí nórdico (Guils Fontanera, Lles y Aransa) configuran las opciones del turismo de invierno de la comarca de la Cerdaña (Baja Cerdaña). Además, áreas como la de Alp 2500, que conecta las estaciones de Masella y La Molina, ofrecen un dominio esquiable conjunto 135 km. de pistas, que es uno de los más grandes de los Pirineos.
En la Alta Cerdaña se encuentran las estaciones de Font-Romeu, Bolquère-Pyrénées 2000, Porté-Puymorens y el Espace Cambre d'Aze.

## Senderismo

### Camino ceretano de Santiago
Cuando, en el siglo IX, se descubrieron los restos del apóstol Santiago en Galicia, el lugar se convirtió rápidamente en un gran centro de peregrinación. Las rutas europeas que se dirigían a la ciudad del apóstol convergían en los Pirineos, donde había dos entradas principales: la de Navarra y la de Aragón. Pero, además de estas rutas principales, también había otras secundarias.
Una era la que entraba en Cataluña a través de los puertos de la Percha y del Puymorens y llegaba a Sant Jaume (Santiago) de Rigolisa, en Puigcerdá. Desde aquí cruzaba la Cerdaña y el resto de los Pirineos para ir a buscar Jaca, donde confluía con el camino principal. La ruta combina magníficas vistas con diferentes lugares de interés histórico y cultural, principalmente iglesias, ermitas y hospitales de peregrinos.
Esta ruta sigue el Camino de Santiago —primer Itinerario Cultural Europeo, surgido de la peregrinación a la ciudad gallega de Santiago de Compostela— a su paso por la comarca de la Cerdaña. No es muy larga, pero hay que tener presente las múltiples opciones de dejar el coche y caminar que ofrece el recorrido.

### Camino de los Buenos Hombres
El Camino de los buenos hombres, o GR 107, es un itinerario de 189 kilómetros entre el santuario de Queralt (Bergadá) y el castillo de Montsegur (Ariège, Francia), que se puede hacer a pie, a caballo y en la mayoría de tramos en bicicleta de montaña, y recorre las huellas del catarismo a través de villas medievales, de iglesias románicas y de castillos.

### Sendero del Pirineo o GR 11
El Sendero del Pirineo o GR 11 homologado en 1985, es un sendero de gran recorrido que recorre los Pirineos por su vertiente sur, desde el Cantábrico hasta el Mediterráneo, comienza cerca de Fuenterrabía y termina en el Cabo de Creus. El sendero entra en la Cerdaña en dirección este por el puerto de Vallcivera, se cruza con el Camino de los buenos hombres o GR 107 a la Cabaña de los Gavilanes (Lles) y pasa cerca de los refugios Joaquim Folch i Girona, de Malniu, de la Feixa y de Cabanella, y llega a Guils de Cerdaña, pasa por Saneja y atraviesa Puigcerdá por el sur, de donde sale para dirigirse a Age y continúa en dirección sur pasando cerca de Vilallobent y entrando en el Ripollés.

## Economía
La agricultura y la ganadería fueron durante muchos años la base económica de la Cerdaña, pero al final del siglo XIX los primeros veraneantes, gente acomodada de Barcelona, construyeron casas lujosas donde pasar el verano. Las mejoras urbanísticas en la capital ceretana se notaron y en 1922 llegaba el tren de Barcelona y, más tarde, en 1927, el Tren amarillo. Con las estaciones de esquí y la apertura del túnel del Cadí en 1984, el turismo hizo retroceder la agricultura y la ganadería. Actualmente el turismo es el motor que impulsa el esquí, la hostelería, la construcción y el comercio.

## Gastronomía
De esta zona son dos productos con denominación de origen:
- Mantequilla del Alto Urgel y la Cerdaña
- Queso del Alto Urgel y la Cerdaña
- Rovellons y diferentes setas
- Carne a la brasa
- Uno de los platos típicos de Cerdaña es el "trinxat de Cerdanya", que a su vez origina una fiesta comarcal que se celebra cada año durante el mes de febrero. Pero, aunque el trinxat sea conocido fuera de la comarca, la gastronomía ceretana abarca creaciones culinarias mucho más elaboradas como son las manos de cerdo con nabos negros (peus de porc amb naps), el tiró(pato) con nabos de talltendre, la oca con peras de Puigcerdá, la blanqueta de cordero y el pa de fetge (pan de hígado literalmente, conocido fuera de la comarca como pan montañés) parecido al pate de Campagne francés. Las peras de Puigcerdá de una finura inigualable se recolectan en noviembre. Actualmente quedan muy pocas explotaciones dedicadas a su cultivo, pero en tiempos fueron altamente apreciadas por los gourmets.